# Kabinet-MacDonald III
Het kabinet-MacDonald III was de uitvoerende macht van de Britse overheid van 26 augustus 1931 tot 5 november 1931. Het kabinet werd gevormd door National Labour, de Conservative Party, de Liberal Party en de National Liberal Party na de verkiezingen van 1931 met zittend premier Ramsay MacDonald de partijleider van de nieuwe National Labour een afsplitsing van de Labour Party voor een derde termijn als premier. Het kabinet was een grote coalitie en de eerste van de vier nationale kabinetten. In het kabinet zaten meerdere prominenten zoals: Philip Snowden, Herbert Samuel, Stanley Baldwin, Austen Chamberlain, Neville Chamberlain en Jimmy Thomas. Austen en Neville Chamberlain waren halfbroers.

## Samenstelling
| Ambtsbekleder                                                           | Ambtsbekleder                | Ambtsbekleder                                                      | Functie                               | Ambtstermijn     | Ambtstermijn      | Partij                 |
| ----------------------------------------------------------------------- | ---------------------------- | ------------------------------------------------------------------ | ------------------------------------- | ---------------- | ----------------- | ---------------------- |
|                                                                         | Ramsay MacDonald             | Ramsay MacDonald (1866–1937)                                       | Premier                               | 5 juni 1929      | 7 juni 1935       | National Labour        |
| Leader of the House of Commons                                          | Ramsay MacDonald             | Ramsay MacDonald (1866–1937)                                       |                                       | 5 juni 1929      | 7 juni 1935       | National Labour        |
|                                                                         | Philip Snowden               | Philip Snowden (1864–1937)                                         | Minister van Financiën                | 5 juni 1929      | 5 november 1931   | National Labour        |
|                                                                         | Rufus Isaacs                 | Markies van Reading Rufus Isaacs (1860–1935)                       | Minister van Buitenlandse Zaken       | 26 augustus 1931 | 5 november 1931   | Liberal Party          |
| Leader of the House of Lords                                            | Rufus Isaacs                 | Markies van Reading Rufus Isaacs (1860–1935)                       |                                       | 26 augustus 1931 | 5 november 1931   | Liberal Party          |
|                                                                         | Herbert Samuel               | Sir Herbert Samuel (1870–1963)                                     | Minister van Binnenlandse Zaken       | 26 augustus 1931 | 1 oktober 1932    | Liberal Party          |
|                                                                         | Stanley Baldwin              | Stanley Baldwin (1867–1947)                                        | Lord President of the Council         | 26 augustus 1931 | 7 juni 1935       | Conservative Party     |
|                                                                         | Willem Peel                  | Graaf Peel Willem Peel (1867–1937)                                 | Lord Privy Seal                       | 26 augustus 1931 | 5 november 1931   | Conservative Party     |
|                                                                         | John Sankey                  | Burggraaf Sankey John Sankey (1866–1948)                           | Lord Chancellor                       | 5 juni 1929      | 7 juni 1935       | National Labour        |
|                                                                         | Robert Crewe-Milnes          | Markies van Crewe Robert Crewe-Milnes (1858–1945)                  | Minister voor Oorlog                  | 26 augustus 1931 | 5 november 1931   | Liberal Party          |
|                                                                         | Austen Chamberlain           | Sir Austen Chamberlain (1863–1937)                                 | Minister voor de Marine               | 26 augustus 1931 | 5 november 1931   | Conservative Party     |
|                                                                         |                              | Baron Amulree William Mackenzie (1860–1942)                        | Minister voor de Luchtmacht           | 15 oktober 1930  | 5 november 1931   | National Labour        |
|                                                                         | Philip Cunliffe-Lister       | Sir Philip Cunliffe- Lister (1884–1972)                            | Voorzitter van de Handelsraad         | 26 augustus 1931 | 5 november 1931   | Conservative Party     |
|                                                                         | Neville Chamberlain          | Neville Chamberlain (1869–1940)                                    | Minister van Volksgezondheid          | 26 augustus 1931 | 5 november 1931   | Conservative Party     |
|                                                                         |                              | Sir Henry Betterton (1872–1949)                                    | Minister van Arbeid                   | 26 augustus 1931 | 30 juni 1934      | Conservative Party     |
|                                                                         | George Tryon                 | George Tryon (1871–1940)                                           | Minister van Pensioenen               | 26 augustus 1931 | 7 juni 1935       | Conservative Party     |
|                                                                         |                              | Sir Donald Maclean (1864–1932)                                     | Minister van Onderwijs                | 26 augustus 1931 | 15 juni 1932      | Liberal Party          |
|                                                                         |                              | John Pybus (1880–1935)                                             | Minister van Transport en Luchtvaart  | 26 augustus 1931 | 22 februari 1933  | National Liberal Party |
|                                                                         | Charles Vane-Tempest-Stewart | Markies van Londonderry Charles Vane- Tempest- Stewart (1878–1949) | Minister van Openbare Werken          | 26 augustus 1931 | 5 november 1931   | Conservative Party     |
|                                                                         | John Gilmour                 | Sir John Gilmour (1876–1940)                                       | Minister van Landbouw en Visserij     | 26 augustus 1931 | 28 september 1932 | Unionist Party         |
|                                                                         |                              | Markies van Lothian Philip Kerr (1882–1940)                        | Kanselier van het Hertogdom Lancaster | 26 augustus 1931 | 5 november 1931   | Liberal Party          |
|                                                                         | Jimmy Thomas                 | Jimmy Thomas (1874–1949)                                           | Minister voor Koloniale Zaken         | 26 augustus 1931 | 5 november 1931   | National Labour        |
| Minister voor Dominion Zaken                                            | Jimmy Thomas                 | Jimmy Thomas (1874–1949)                                           | 22 november 1935                      | 26 augustus 1931 |                   | National Labour        |
|                                                                         | Samuel Hoare                 | Sir Samuel Hoare (1880–1959)                                       | Minister voor Brits-Indië             | 26 augustus 1931 | 7 juni 1935       | Conservative Party     |
|                                                                         | Archibald Sinclair           | Sir Archibald Sinclair (1890–1970)                                 | Minister voor Schotland               | 26 augustus 1931 | 28 september 1932 | Liberal Party          |
| Formeel geen leden van het kabinet, maar woonde kabinetsvergadering bij |                              |                                                                    |                                       |                  |                   |                        |
| Ambtsbekleder                                                           | Ambtsbekleder                | Ambtsbekleder                                                      | Functie                               | Ambtstermijn     | Ambtstermijn      | Partij                 |
|                                                                         | Tudor Walters                | Sir Tudor Walters (1866–1933)                                      | Thesaurier-generaal                   | 26 augustus 1931 | 5 november 1931   | Liberal Party          |
|                                                                         | William Jowitt               | Sir William Jowitt (1885–1957)                                     | Advocaat-generaal                     | 5 juni 1929      | 26 januari 1932   | National Labour        |
|                                                                         | William Ormsby-Gore          | William Ormsby-Gore (1885–1964)                                    | Minister voor Posterijen              | 26 augustus 1931 | 5 november 1931   | Conservative Party     |